# إريك تشو
إريك تشو (مواليد 7 يونيو 1961) هو سياسي تايواني عضو في الكومينتانغ، شغل في السابق منصب عمدة مدينة تايبيه الجديدة من يناير 2016 حتى ديسمبر 2018.